# 杉下 (つくばみらい市)
杉下（すぎした）は、茨城県つくばみらい市にある地名。郵便番号は300-2444。
　

## 概要
つくばみらい市の西部に位置する、小貝川に沿った緑の色濃い地域である。地域内を茨城県道・千葉県道3号つくば野田線が通り、小貝川には｢谷原大橋｣が架けられている。
当地域はかつて相馬郡筒戸村の一部であったが、1593年（文禄2年）に中村大学、兵庫が筒戸村字下馬木より移住して開村、上筒戸村と称した。それから41年後の1634年（寛永11年）に杉下村と改称し、現在まで杉下の地名が用いられている。
東は小貝川を挟んで川崎・鬼長、西は小絹・西ノ台・西ノ台南、南は筒戸、北は寺畑と接している。

## 沿革
- 1593年（文禄2年） 中村大学、兵庫が筒戸村字下馬木より移住して上筒戸村を開村。
- 1634年（寛永11年） 上筒戸村を杉下村と改称。
- 1869年（明治2年） 葛飾県相馬郡杉下村となる。
- 1871年（明治4年） 廃藩置県により印旛県相馬郡杉下村となる。
- 1873年（明治6年） 県の統合により千葉県相馬郡杉下村となる。
- 1875年（明治8年） 境界変更により千葉県から茨城県に移管。茨城県相馬郡杉下村となる。
- 1878年（明治11年） 相馬郡が南相馬郡と北相馬郡に分離し、北相馬郡杉下村となる。
- 1889年（明治22年） 北相馬郡新宿村、筒戸村、寺畑村、平沼村、細代村と合併し、北相馬郡小絹村大字杉下となる。
- 1955年（昭和30年）3月1日 筑波郡谷原村・十和村・福岡村と合併し、筑波郡谷和原村大字杉下となる。
- 2006年（平成18年）3月27日 筑波郡伊奈町と合併・市制施行し、つくばみらい市杉下となる。

## 地名の変遷
| 実施後     | 実施年月日 | 実施前（各地名とも全域） |
| ---------- | ---------- | ------------------------ |
| 杉下（村） | 1634年     | 上筒戸（村）             |

## 世帯数と人口
2017年（平成29年）8月1日現在の世帯数と人口は以下の通りである。
| 大字 | 世帯数 | 人口  |
| ---- | ------ | ----- |
| 杉下 | 56世帯 | 151人 |

## 小・中学校の学区
市立小・中学校に通う場合、学区は以下の通りとなる。
| 番地 | 小学校                     | 中学校                     |
| ---- | -------------------------- | -------------------------- |
| 全域 | つくばみらい市立小絹小学校 | つくばみらい市立小絹中学校 |

## 施設
- 杉下公民館